# A6-os autópálya (Ausztria)
Az A6-os autópálya (németül: Nordost Autobahn) egy autópálya Ausztria keleti részén. Összeköttetést biztosít az osztrák és a szlovák gyorsforgalmi úthálózatok között. 
Az A4-es autópályától indul északkeleti irányba, a Lajtafalu–Lajtakáta–Köpcsény útvonalon keresztül éri el a szlovák határt. Az autópálya keresztezi a Lajta-folyót. A híd hossza 410 méter. Az autópálya teljes hossza 22 km.

## Története
A bársonyos forradalmat követően a független Szlovákia megalakulása, Pozsony fővárosi szerepköre indította el az autópálya gondolatát. A tervezés 1995-től indult meg az általános vizsgálatokkal. Szlovák oldalon az osztrák határtól induló 2 km-es D4-es autópályának az első szakasza már 1998-ban átadásra került. Osztrák oldalon 1997-ben a projekt előkészítése elindult és 1999-ben be is fejeződött. 2000-ben került benyújtásra az osztrák közlekedési minisztérium számára engedélyezésre; 2000. november 2-án jóváhagyták az építést. A környezeti hatásvizsgálat 2004 júniusában készült el, majd további szabályozási jóváhagyási eljárásra került sor. Az építési engedélyt 2004. november 26-án szerezte meg az autópálya. Az alapkő letételre Köpcsénynél került sor. Az A6-os autópályát 2007. november 20-án adták át ünnepélyesen a forgalom számára.

## Fordítás
- Ez a szócikk részben vagy egészben az Nordostautobahn című angol Wikipédia-szócikk fordításán alapul.  Az eredeti cikk szerkesztőit annak laptörténete sorolja fel. Ez a jelzés csupán a megfogalmazás eredetét és a szerzői jogokat jelzi, nem szolgál a cikkben szereplő információk forrásmegjelöléseként.